# 萧见理
蕭见理（？—548年），字孟节，南梁临贺王萧正德的长子。他为人凶恶阴险。548年，侯景立萧正德为傀儡皇帝，萧正德以蕭见理为太子。侯景派萧见理和卢晖略去镇守东府。一天夜里，他和强盗一起去抢劫，被飞来的流箭射中死去。